# 趙愈和
趙愈和（1502年—1561年），字以禮，號西廬，江西南康府星子縣人，民籍。

## 生平
三月十二日生，行三，治《詩經》，由府學生中式江西鄉試第四十一名舉人，年三十一歲中式嘉靖十一年（1532年）壬辰科會試第二百九十八名，第三甲第五十九名進士。觀刑部政，授仁和知县，陞工部主事，歷員外郎、郎中，卒。

## 家族
曾祖趙駿，衛經歷；祖趙纓；父趙廷宣，訓導；母錢氏；繼母王氏。具慶下，妻李氏，兄愈良；愈充，弟愈儒；愈生。